# Lou Jones
Lou Jones (Estados Unidos, 15 de enero de 1932-3 de febrero de 2006) fue un atleta estadounidense, especializado en la prueba de 4x400 m en la que llegó a ser campeón olímpico en 1956.

## Carrera deportiva
En los JJ. OO. de Melbourne 1956 ganó la medalla de oro en los relevos 4x400 metros, con un tiempo de 3:04.8 segundos, llegando a meta por delante de Australia (plata) y Reino Unido (bronce), siendo sus compañeros de equipo: Charles Jenkins, Tom Courtney y Jesse Mashburn.